# 苔口卓也
苔口 卓也（こけぐち たくや、1985年7月13日 - ）は、岡山県岡山市出身の元サッカー選手。ポジションはFW、MF。三菱自動車水島FCに所属していた元サッカー選手の苔口陽介は兄に当る。

## 来歴
岡山・玉野光南高校在学中からU-18日本代表に選出され、3年時の2003年、セレッソ大阪に特別指定選手として登録された。翌2004年正式に加入、1stステージ開幕戦の名古屋戦においてJリーグ初出場を果たした。その後レギュラーとして定着するには至らなかったが、2005 FIFAワールドユース選手権に召集され、平山相太の他、カレン・ロバートや森本貴幸らがひしめくFW陣にあって、初戦で先発するなどする。U-22日本代表では反町康治監督の信頼を得てコンスタントに招集されていた。だが、肝心な五輪予選が始まると招集されなくなり、セレッソで試合に出場しても、シュートが打てないなどの不振に陥ったうえ、他の若手の台頭もあり、控えに回される機会が多くなった。五輪代表でも李忠成などが好調であったため、五輪代表復帰はならなかった。
2008年には主力が大量に抜けたジェフユナイテッド市原・千葉へ期限付き移籍。翌2009年にはセレッソに復帰し、出場機会が少ないながらも先発した試合ではコンスタントにチームの勝利に貢献する活躍を見せた。
2010年からはカターレ富山へ完全移籍。主力として起用されリーグ戦30試合に出場し、5得点。2011年からはエースナンバーの10番を背負うこととなった。
2013年、自身プロ入り後初の2ケタ得点（11点）を記録した。8月に清水から期限付き移籍で白崎凌兵が加入すると2人の連係が機能し、開幕20試合で3得点だった苔口は白崎加入後の14試合で8得点をあげた。また、9月29日、J2第35節の福岡戦において、自身プロ入り後初のハットトリックも達成した。これはクラブとしてもJ2昇格後初のハットトリック達成となった。
2019年12月10日、現役を引退すると発表された。

## 所属クラブ
ユース経歴
- 1998年 - 2000年 岡山市立上道中学校
- 2001年 - 2003年 岡山県立玉野光南高等学校
  - 2003年 セレッソ大阪 （特別指定選手）

プロ経歴
- 2004年 - 2009年 セレッソ大阪
  - 2008年 ジェフユナイテッド市原・千葉 （期限付き移籍）
- 2010年 - 2019年　カターレ富山

## 個人成績
| 国内大会個人成績 | 国内大会個人成績 | 国内大会個人成績 | 国内大会個人成績 | 国内大会個人成績 | 国内大会個人成績 | 国内大会個人成績 | 国内大会個人成績 | 国内大会個人成績 | 国内大会個人成績 | 国内大会個人成績 | 国内大会個人成績 |
| 年度             | クラブ           | 背番号           | リーグ           | リーグ戦         | リーグ戦         | リーグ杯         | リーグ杯         | オープン杯       | オープン杯       | 期間通算         | 期間通算         |
| 年度             | クラブ           | 背番号           | リーグ           | 出場             | 得点             | 出場             | 得点             | 出場             | 得点             | 出場             | 得点             |
| 日本             | 日本             | 日本             | 日本             | リーグ戦         | リーグ戦         | リーグ杯         | リーグ杯         | 天皇杯           | 天皇杯           | 期間通算         | 期間通算         |
| ---------------- | ---------------- | ---------------- | ---------------- | ---------------- | ---------------- | ---------------- | ---------------- | ---------------- | ---------------- | ---------------- | ---------------- |
| 2004             | C大阪            | 13               | J1               | 21               | 1                | 2                | 0                | 1                | 0                | 24               | 1                |
| 2005             | C大阪            | 13               | J1               | 16               | 1                | 2                | 0                | 2                | 0                | 20               | 1                |
| 2006             | C大阪            | 13               | J1               | 16               | 0                | 2                | 0                | 1                | 0                | 19               | 0                |
| 2007             | C大阪            | 11               | J2               | 27               | 1                | -                | -                | 0                | 0                | 27               | 1                |
| 2008             | 千葉             | 20               | J1               | 9                | 0                | 3                | 0                | 0                | 0                | 12               | 0                |
| 2009             | C大阪            | 29               | J2               | 6                | 1                | -                | -                | 0                | 0                | 6                | 1                |
| 2010             | 富山             | 20               | J2               | 30               | 5                | -                | -                | 0                | 0                | 30               | 5                |
| 2011             | 富山             | 10               | J2               | 31               | 8                | -                | -                | 1                | 0                | 32               | 8                |
| 2012             | 富山             | 10               | J2               | 25               | 4                | -                | -                | 1                | 0                | 26               | 4                |
| 2013             | 富山             | 10               | J2               | 34               | 11               | -                | -                | 1                | 0                | 35               | 11               |
| 2014             | 富山             | 10               | J2               | 38               | 8                | -                | -                | 2                | 0                | 40               | 8                |
| 2015             | 富山             | 9                | J3               | 32               | 7                | -                | -                | -                | -                | 32               | 7                |
| 2016             | 富山             | 9                | J3               | 30               | 5                | -                | -                | 1                | 0                | 31               | 5                |
| 2017             | 富山             | 9                | J3               | 28               | 9                | -                | -                | 2                | 0                | 30               | 9                |
| 2018             | 富山             | 9                | J3               | 21               | 2                | -                | -                | 2                | 0                | 23               | 2                |
| 2019             | 富山             | 9                | J3               | 13               | 0                | -                | -                | 1                | 0                | 14               | 0                |
| 通算             | 日本             | 日本             | J1               | 62               | 2                | 9                | 0                | 4                | 0                | 75               | 2                |
| 通算             | 日本             | 日本             | J2               | 187              | 38               | -                | -                | 5                | 0                | 192              | 38               |
| 通算             | 日本             | 日本             | J3               | 124              | 23               | -                | -                | 1                | 0                | 130              | 23               |
| 総通算           | 総通算           | 総通算           | 総通算           | 373              | 63               | 9                | 0                | 14               | 0                | 397              | 63               |

- Jリーグ初出場 - 2004年3月13日 J1・1stステージ第1節 対名古屋グランパス戦（長居）68分より
- Jリーグ初得点 - 2004年11月7日 J1・2ndステージ第12節 対ジュビロ磐田戦（ヤマハ）

## 代表歴
- U-18、U-19、U-20日本代表
  - 2004年 U-21トゥーロン国際大会（日本からはU-19代表が出場）
  - 2005年 2005 FIFAワールドユース選手権
- U-21、U-22日本代表